# Уцзіхоу-Шічжуді
Уцзіхоу-Шічжуді (кит.: 烏稽侯尸逐鞮; д/н — 128) — шаньюй південних хунну в 124—128 роках.

## Життєпис
Син шаньюя Хусє-Шічжухоуді. При народженні отримав ім'я Ба. 124 року після смерті брата Ваньші-Шічжуді спадкував владу. Невдовзі стикнувся з посиленням нападів сяньбі, що почалися ще за його попередника. На прохання шаньюя ханський імператор Лю Бао зміцнив залоги в прикордонних містах, зокрема в Чжуншані.
До кінця панування Уцзіхоу-Шічжуді залежність від імперії значно зросла, а військова потуга південних хунну знизилася. 127 року зазнав нової поразки від сяньбі. Вони тепер без допомоги імператорських військ не мали змоги захиститися від сяньбі. Помер 128 року. Йому спадкував брат Цюйтежоші Чжуцзю.